# Euphorbia tetracanthoides
Euphorbia tetracanthoides es una especie fanerógama perteneciente a la familia Euphorbiaceae. Es endémica de Tanzania.

## Descripción
Es una planta perenne densamente ramificada que forma masas enredadas que alcanzan un tamaño de 20-30 cm de altura y 1,5 m de diámetro, con ramas rastreras, a veces erectas, de 30 cm de largo, y de 1 a 1,7 cm de grosor, con 4 ángulos ± claramente dentados suculentos, con dientes redondeados de 1-1,5 cm de separación;

## Ecología
Por lo general, se encuentra entre las rocas en las laderas escarpadas en dispersos bosques caducifolios, a una altitud de 1750-2200 metros.

## Taxonomía
Euphorbia tetracanthoides fue descrita por Ferdinand Albin Pax y publicado en Botanische Jahrbücher für Systematik, Pflanzengeschichte und Pflanzengeographie 30: 342. 1901.
Etimología
Euphorbia: nombre genérico que deriva del médico griego del rey Juba II de Mauritania (52 a 50 a. C. - 23), Euphorbus, en su honor – o en alusión a su gran vientre –  ya que usaba médicamente Euphorbia resinifera. En 1753 Carlos Linneo asignó el nombre a todo el género.
tetracanthoides: epíteto latino que significa "con 4 espinas".